# Santo Domingo (Santa Bárbara)
Santo Domingo è un distretto della Costa Rica facente parte del cantone di Santa Bárbara, nella provincia di Heredia.
Santo Domingo comprende 6 rioni (barrios):
- Amapola
- Cartagos
- Chagüite
- Giralda
- Guarai
- Tranquera